# Placa de grama
As placas de grama podem ser definidas como camadas de vegetação constituídas por terra, gramíneas e raízes densas, sendo em tese, similares a verduras. Fazem parte da mesma as sobras de gramíneas verdes resultantes do corte da grama, a mistura das camadas de caules vivos e mortos, raízes que se desenvolvem nas verduras, mas que permanecem abaixo da superfície do solo, e o próprio solo que contém raízes e caules abaixo da superfície.

## Usos
As placas de grama vêm ganhando cada vez mais mercado nos dias de hoje, sendo usualmente utilizadas em jardins, áreas de recreação, áreas comerciais, campos de golfe, estádios de futebol, entre outros. Geralmente vêm sendo aplicadas também em áreas que sofreram degradações as quais se visam restabelecer um gramado ou uma cobertura de gramíneas, com o intuito de evitar a erosão do solo, em casos que o efeito estético e a proteção do solo são urgentes.

## Benefícios derivados da implantação das placas de grama
As placas de grama fornecem consideráveis benefícios estéticos, ecológicos, funcionais, recreacionais e sociais. Dentre alguns benefícios funcionais e ecológicos incluem-se a melhora na estabilização do solo na superfície, reduzindo o potencial de erosão e a ação dos ventos sobre as partículas de solo, onde a mesma atua como um filtro que serve para melhorar a qualidade das águas subterrâneas. Durante o seu crescimento, as placas de grama também mantêm os componentes abióticos fundamentais dos sistemas-suporte da vida no planeta, tais como, solo e água. 
Alguns benefícios específicos são citados abaixo: 
Benefícios para a atmosfera:
Com a absorção de poluentes atmosféricos, as placas de grama são capazes de melhorar a qualidade do ar.
Benefícios para a água:
Aumentam a resistência hidráulica da água em movimento, reduzindo o tempo de permanência na superfície, o que permite uma maior infiltração da água e consequentemente recargas frequentes das águas subterrâneas. Assim, dessa forma, a água que está infiltrando e passando pela grama e pelo solo, é filtrada e purificada pelos microrganismos que digerem e degradam os produtos químicos orgânicos ou poluentes.
Benefícios para o solo:
Podem, de forma simultânea, conservar e melhorar o solo através da redução da perda de sedimentos e da adição de matéria orgânica para o solo, onde o sistema extenso de raízes fibrosas ajuda a manter as partículas de solo unidas. Desse modo, mantendo as partículas de solo unidas, tem-se uma forma de reduzir a erosão e as poeiras.
Benefícios para o meio ambiente:
Através da fotossíntese, as gramíneas em fase de crescimento removem o dióxido de carbono do ar e produzem oxigênio, onde, aproximadamente, 2,32 metros quadrados de placas de grama produzem oxigênio suficiente para uma pessoa respirar durante todo o dia. Cabe salientar ainda que as placas de grama podem dissipar calor e promover um efeito de resfriamento através da evapotranspiração, que pode dissipar mais ou menos metade da radiação solar.
Benefícios econômicos:
A indústria das placas de grama gera empregos e renda. Somente nos Estados Unidos, por exemplo, este ramo gerou valores em torno de $ 57,9 bilhões de receita e 822.849 empregos direto e indireto no ano de 2002, nos locais conhecidos como fazendas de plantio de grama, manutenção de gramados, lojas de jardinagem entre outros.

## Cultivo
São cultivadas em áreas específicas, mais conhecidas como fazendas de plantio de grama, que são locais especializados somente para tal finalidade e que objetivam também minimizar os custos de transporte e o risco de danos as mesmas, uma vez que, pelo fato de serem sensíveis durante o plantio, podem ter seu crescimento afetado por fatores externos, tais como o clima. A grama é colhida de 10 a 18 meses após o plantio, dependendo do clima, e na fazenda onde é realizado o seu plantio, passa pelas etapas de fertilização e irrigação e, também é aparada frequentemente. Para a colheita são utilizados equipamentos especiais, os cortes são feitos com precisão e em tamanhos padronizados, sendo colhidas geralmente sob o formato de pequenas placas quadradas ou retangulares, ou ainda em rolos de 1,20 m de largura, para posteriormente serem transportadas até o local onde serão plantadas.

## Técnica de remediação
As placas de grama, além de seu uso estético, também são consideradas como uma das técnicas utilizadas para situações de remediação de solos e pequenos taludes. Para o caso dos solos, surgem como uma opção interessante e rápida para controle de erosão dos mesmos, pelo fato de conseguir estabilizá-lo, uma vez que dentro de algumas semanas o gramado já está devidamente consolidado e pronto para o uso na sua devida finalidade.  Já para o caso de taludes, pode ser utilizada como uma técnica de revegetação, apresentando como vantagem a rapidez do revestimento, proporcionando rápido efeito estético e também atuando na proteção contra processos erosivos. 	
No entanto, salienta-se que, nos casos de revegetação de taludes utilizando placas de grama, há desvantagens, tais como: alto custo, necessidade de manutenção periódica, além da baixa diversidade vegetal, uma vez que a gramínea tende a inibir estabelecimento de outras espécies. Assim, em casos em que se busque o resgate da diversidade, através da sucessão de espécies, o uso da técnica de placa de grama deve ser evitado.